# Tudején
Tudején, también designado como Tudilén, Tudillén, Turullén es el nombre de un despoblado y su antiguo castillo cercano a Fitero en la merindad de Tudela de Navarra (España). El solar donde se asentaba la población está ocupado actualmente por un olivar y aún quedan en el entorno restos de construcciones posteriores como la Nevera de los Frailes, del siglo XVIII, y de la iglesia de San Valentín que oficiaba de parroquia de la villa.

## Situación
Se encuentra al sureste de los Baños de Fitero, en la margen derecha del río Alhama, a unos 2 km de Fitero y a unos 3 km de los Baños. La zona está dominada por el Monte del Castillo cuyo emplazamiento facilita un amplio y cómodo control de todo el entorno.

## El topónimo
En el estudio de la documentación medieval de Fitero realizada por Cristina Monterde Albiac se recogen hasta 32 variantes. No hay argumentos sólidos que permita decantarse por una explicación determinada pero sí hay sendas conjeturas:
1. Tudején podría guardar referencias a un posible asentamiento de gentes de estirpe germánica, aliadas del Imperio romano, o tras su caída.
2. Tudején expresase una relación de tutela de la fortificación sobre los dominios y caminos que lo rodean.

## El asentamiento
Existen noticias de restos celtibéricos y romanos previos a la presencia romana bajoimperial. Esta presencia humana se extiende durante toda la Edad Media hasta principios del siglo XIV.
En épocas más tardías los primeros registros documentales datan del siglo XII aunque se cree que fuera construido en tiempos de la ocupación árabe. En 1157 Alfonso VII dona a San Raimundo de Fitero el castro de Tudején incluyendo los derechos sobre el castillo, la villa y sus habitantes. El pueblo contaba con su parroquia, San Valentín, adscrita a la diócesis de Tarazona. Durante un largo tiempo la tenencia del castillo corrió a cargo del abad del monasterio de Fitero recibiendo ayudas económicas para su reparación de los recibidores recaudadores de la merindad. Como señala el historiador Luis Javier Fortún Pérez de Ciriza, «conforme avanzan las obras de construcción del segundo y definitivo monasterio de Fitero, la villa de Tudején se despuebla y resultan vanos los intentos de repoblarla.»
En el siglo XV fue entregado a Mosén Pierres de Peralta, cabecilla agramontés, a cambio de 4 cahíces de trigo anuales pero al no percibir cantidad alguna, recobraron nuevamente la fortaleza. 
Se conservaba la cerradura y llave del castillo en el monasterio de Fitero, una magnífica obra de orfebrería. La intención fue depositarla en el museo de Navarra pero no pudo ser porque desapareció misteriosamente.

## El castillo
En el paraje llamado la Dehesa del Castillo, junto al Camino de la Vega están los restos de un castillo, en el alto del Monte del Castillo (568 m), defendiendo el paso por el río Alhama. Se conservan restos de la torre de homenaje y de un edificio con techo abovedado.

## El tratado
En este lugar se firmó el Tratado de Tudején entre el Reino de Castilla y el Reino de Aragón en 1151 que suponía un nuevo acuerdo para repartirse el reino de Navarra.